# Skyforger
Skyforger (Bezeichnung für Pērkons) ist eine lettische Pagan-Metal-Band.

## Bandgeschichte
Die Band entstand 1995, nachdem die Mitglieder Erfahrungen in diversen Death-Metal-Bands gesammelt hatten. Als Vorläuferband gilt dabei die 1991 gegründete Gruppe Grindmaster Dead, welche traditionellen, rohen Death Metal mit folkloristischen Klängen verband. 1995 entschied man sich für einen Black-Metal-lastigeren Sound, sowie die Texte künftig auf Lettisch zu verfassen, weswegen der russischsprachige Sänger Kostik die Band verließ. Anschließend wurde der Bandname zu Skyforger geändert.

## Stil

### Musik
Die Musik Skyforgers vereinte zunächst Elemente des baltischen Folk und dem norwegischen Black Metal. Die Musik auf der Demoaufnahme ist hauptsächlich in mittlerem Tempo gehalten, im Tales of the Macabre wurde der Stil ihrer Demoaufnahme als „nordisch, aber gezähmt“ und der Gesang als Mischung aus Rob Darken von Graveland und Attila Csihar von Tormentor beschrieben.
Mit den späteren Alben wurde der Sound klarer und die Black-Metal-Einflüsse zunehmend durch Elemente des klassischen Heavy Metals der 1980er-Jahre verdrängt. Speziell auf Kurbads wechseln sich schnelle, stark gitarrenlastige Parts mit langsamen und sehr melodischen Stücken ab.

### Texte
Die Texte in lettischer Sprache behandeln Aspekte der lettischen Geschichte, des lettischen Volkes und der regionalen Mythologie. Semigalls’ Warchant und Kauja pie Saules thematisieren den Widerstand der Litauer und Semgallen gegen den Schwertbrüderorden und insbesondere den Sieg über selbigen in der Schlacht von Saule (1236). Latviešu strelnieki widmet sich den lettischen Männern, die während des Ersten Weltkrieges in der russischen Armee kämpften. Die nachfolgenden Alben behandeln größtenteils die lettische Mythologie.
Die Gruppe führte bis 2007 eine Swastika im Bandlogo, distanziert sich aber von rechtsextremistischem Gedankengut und beschreibt sich als unpolitisch.

## Galerie

Bandmitglieder auf dem Dark Troll Festival 2018
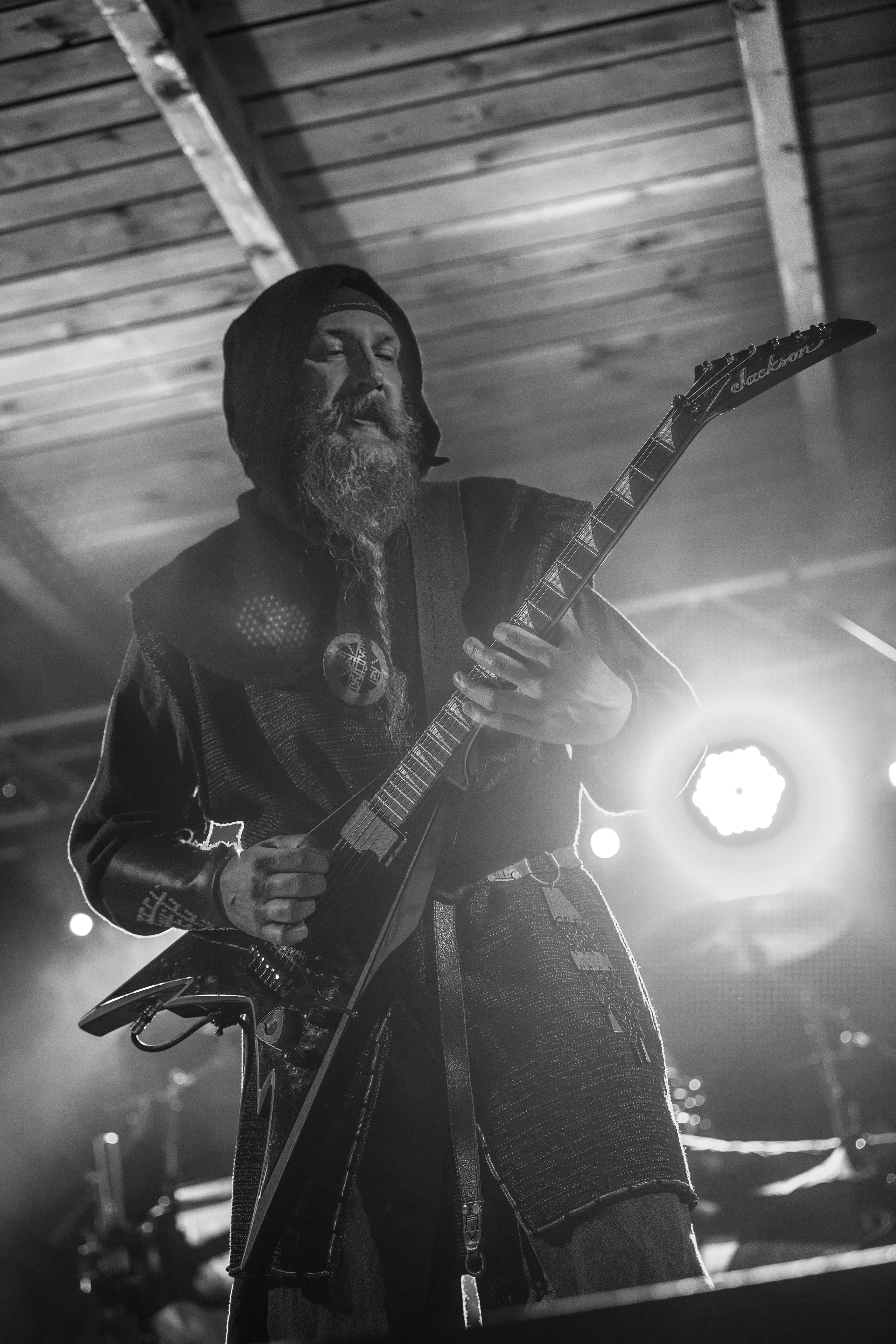
Sänger und Gitarrist Pēteris
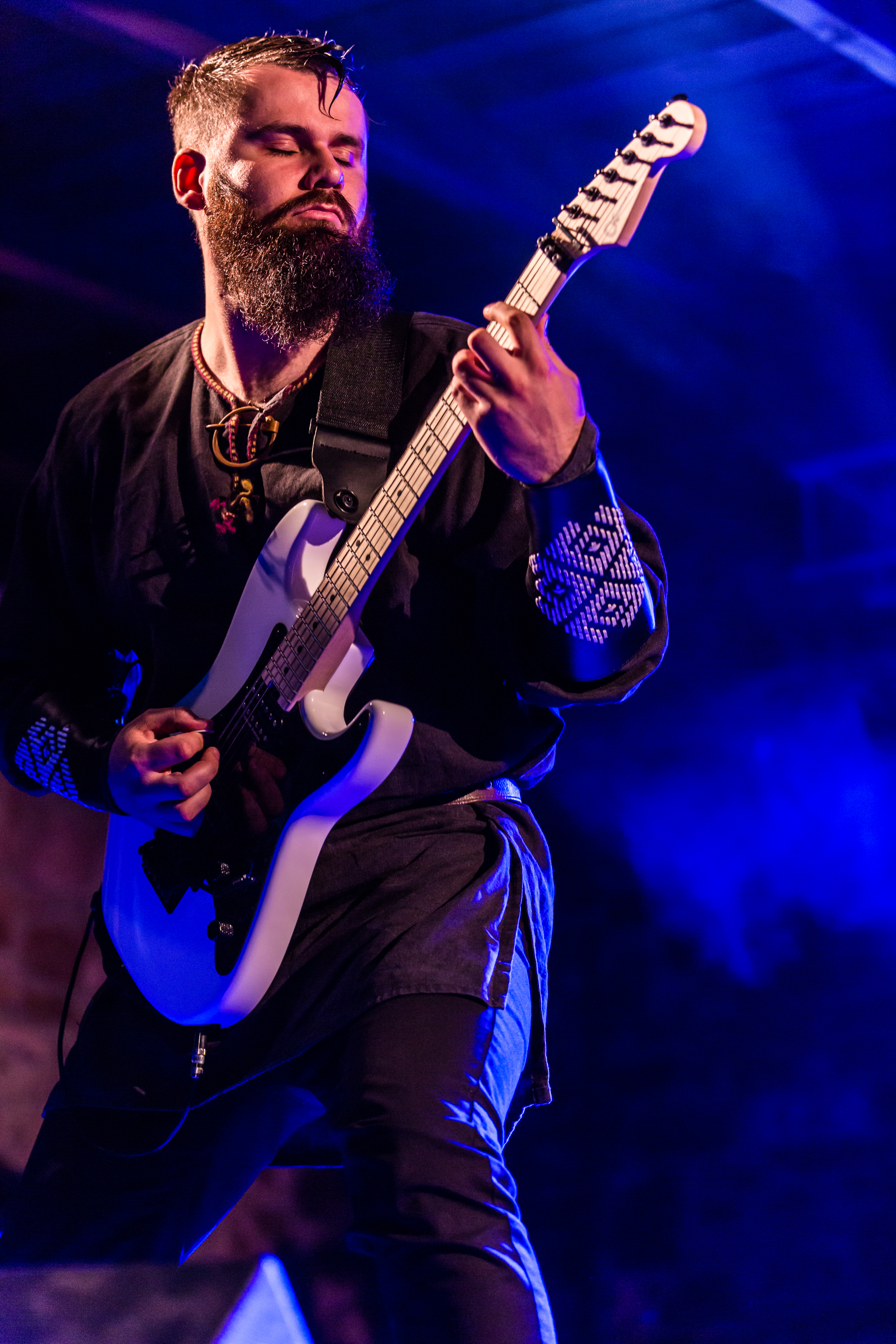
Gitarrist Alvis
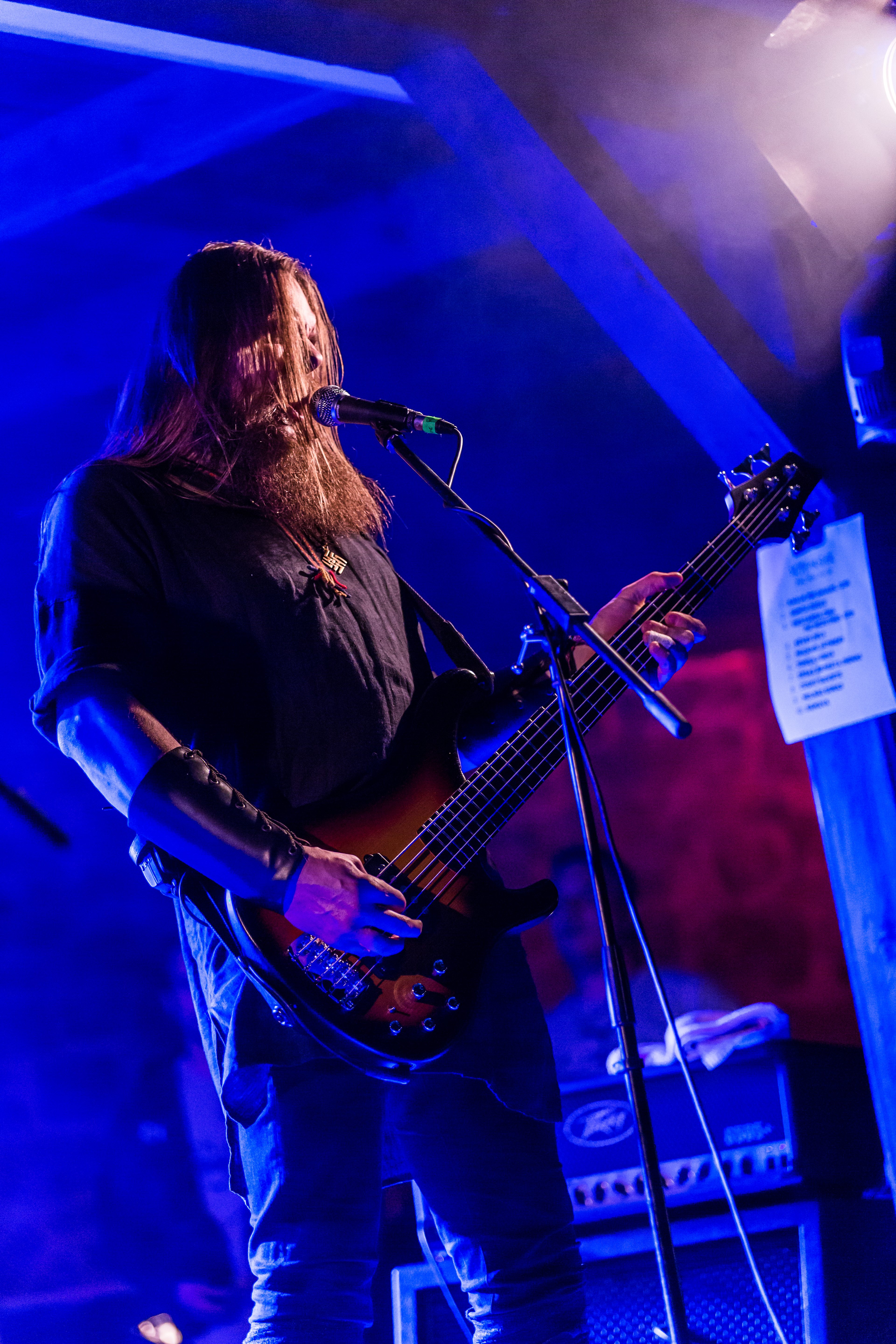
Bassist Edgars „Zirgs“
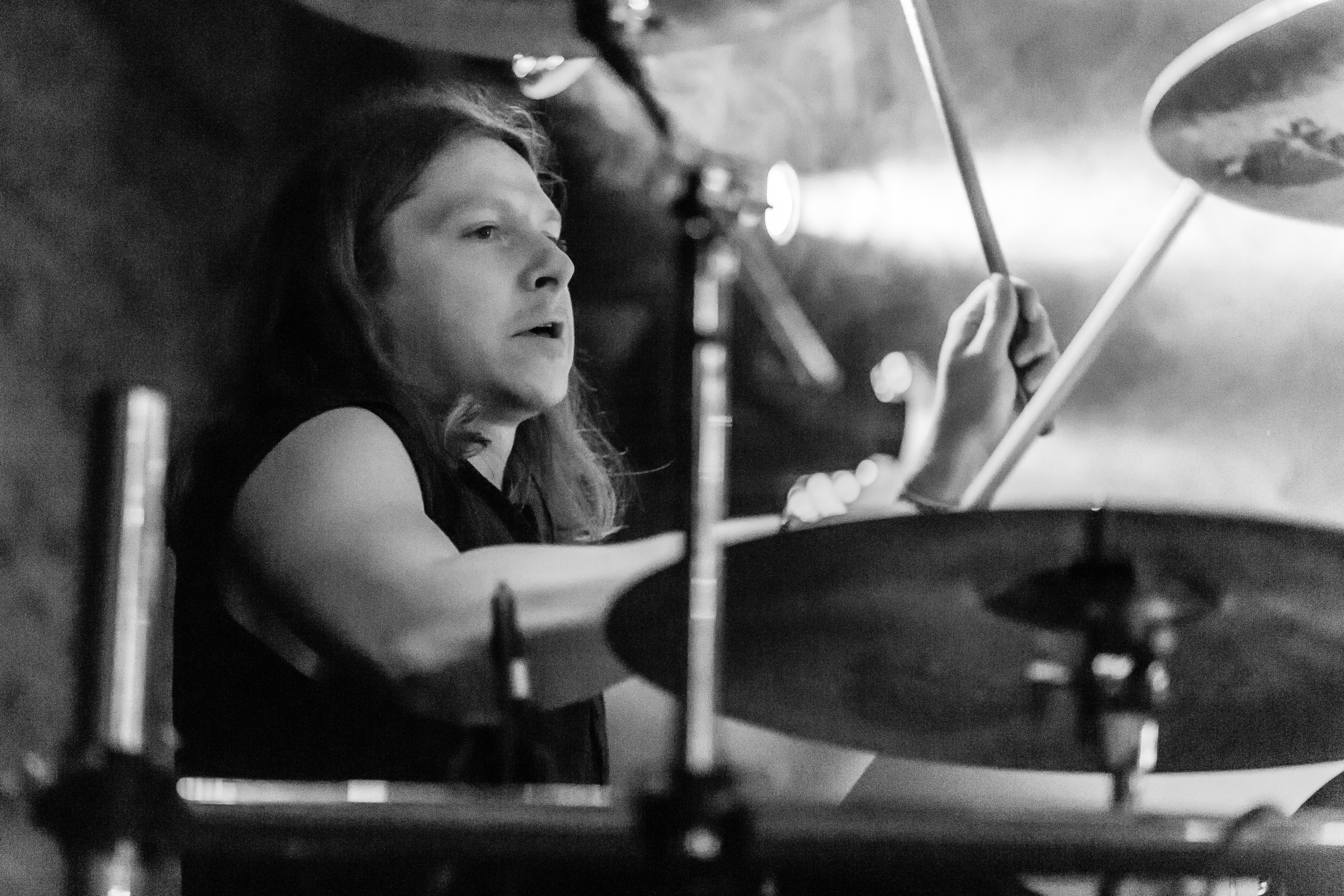
Schlagzeuger Artūrs

## Diskografie
- 1997: Semigalls’ Warchant (Demo; Wiederveröffentlichung mit Bonustiteln 2005)
- 1998: Kauja pie Saules (Battle of the Saule)
- 2000: Latviešu strelnieki (Latvian Riflemen)
- 2003: Perkonkalve (Thunderforge)
- 2003: Zobena Dziesma (Sword Song)
- 2010: Kurbads
- 2015: Senprūsija (Old Prussia)
- 2025: Teikas (Folktales)